# Arão
Arão ist ein Ort und eine ehemalige Gemeinde (Freguesia) im nordportugiesischen Kreis Valença der Unterregion Minho-Lima. Die Gemeinde hatte 753 Einwohner (Stand 30. Juni 2011).
Am 29. September 2013 wurden die Gemeinden Arão, Valença und Cristelo Covo zur neuen Gemeinde União das Freguesias de Valença, Cristelo Covo e Arão zusammengeschlossen.